# Happy Together (sang)
"Happy Together" er en sang fra 1967 med rockbandet The Turtles fra USA, fra deres album af samme navn. Sangen blev udgivet i februar 1967 og slog The Beatles' "Penny Lane" af pinden som #1 i tre uger på Billboard Hot 100. Det blev gruppens eneste hit, der nåede førstepladsen på hitlisten. "Happy Together" nåede #12 på UK Singles Chart i april 1967. Sangen blev skrevet af Garry Bonner og Alan Gordon, der var tidligere medlemmer af bandet The Magicians. Sangen var blevet afvist adskillige gange inden The Turtles fik den tilbudt, og demoen var slidt i stykker.
"Happy Together" er blevet indspillet i coverversioner af adskillige kunstnere heriblandt Weezer, Petula Clark, Captain and Tennille, Jason Donovan, The Nylons, Simple Plan, Caterina Valente, The Dollyrots, Blue Meanies, Donny Osmond, T.G. Sheppard (som fik sin version på country Top 10 i tidligt i 1979), Tahiti 80, Filter, MStar, Matt Forbes, Buck Wild, Gerard Way, Flobots og Tally Hall.